# Ever After
Ever After es un álbum en vivo de la banda británica de rock gótico The Mission, publicado en el 2000 por el sello Trojan Records. Fue grabado en algunas presentaciones de la gira Resurrection Tour en el año 1999, que es precisamente el regreso a los escenarios después de su primera separación. En algunos mercados se lanzó bajo el nombre de Ever After: Live.
Al final del disco se incluyó un cover de «Crazy Horses» de la banda estadounidense de música country, The Osmonds.

## Lista de canciones
| N.º | Título                                | Duración |  |
| 1.  | «Intro»                               | 1:51     |  |
| 2.  | «Beyond the Pale»                     | 4:50     |  |
| 3.  | «Hands Across the Ocean»              | 3:28     |  |
| 4.  | «Butterfly on a Wheel»                | 5:55     |  |
| 5.  | «Raising Cain»                        | 5:15     |  |
| 6.  | «Heaven Knows»                        | 5:56     |  |
| 7.  | «Sway»                                | 4:30     |  |
| 8.  | «Sacrilege»                           | 5:39     |  |
| 9.  | «Swoon»                               | 5:36     |  |
| 10. | «Tower of Strength»                   | 8:15     |  |
| 11. | «Deliverance»                         | 4:45     |  |
| 12. | «Like a Child Again»                  | 3:36     |  |
| 13. | «Can't Help Falling In Love»          | 1:58     |  |
| 14. | «Like a Hurricane»                    | 4:52     |  |
| 15. | «1969»                                | 3:06     |  |
| 16. | «Crazy Horses» (cover de The Osmonds) | 2:57     |  |

## Músicos
- Wayne Hussey: voz y guitarra eléctrica
- Craig Adams: bajo eléctrico
- Mark Twhaite: guitarra eléctrica
- Scott Garrett: batería